# Bãi Sa Bin
Bãi Sa Bin hay bãi Chóp Mao (tiếng Anh: Sabina Shoal; tiếng Filipino: Escoda; tiếng Trung: 仙宾礁; bính âm: Xiānbīn jiāo; Hán-Việt: Tiên Tân tiêu) là một rạn san hô vòng thuộc cụm Bình Nguyên của quần đảo Trường Sa.
Bãi Sa Bin là đối tượng tranh chấp giữa Việt Nam, Đài Loan, Philippines và Trung Quốc. Hiện chưa rõ nước nào thực sự kiểm soát rạn vòng này, nhưng Trung Quốc đã tăng cường sự hiện diện tại bãi Sa Bin thông qua việc cho tàu tuần tra và đặt một ụ nổi dù bị Philippines phản đối.

## Đặc điểm
Bãi Sa Bin gồm hai phần nằm ở hai phía đông-tây với chiều dài tính theo trục tây-tây bắc - đông-đông nam là 12,7 hải lý (23,5 km) và tổng diện tích là 115 km². Phần phía tây tuy rộng lớn hơn so với phần phía đông nhưng chìm dưới nước từ 3,7 đến 18,3 m trong khi phần phía đông chỉ bị ngập sóng.